# هيلين كيلر (قاضية)
هيلين كيلر هي قاضية وقانونية سويسرية، ولدت في 1 يونيو 1964 في فينترتور في سويسرا.